# قسم أيسين الريفي (مقاطعة بندر عباس)
قسم أيسين الريفي (بالفارسية: دهستان ایسین) هي منطقة ريفية تقع في إيران في هرمزغان. يقدر عدد سكانها بـ 20,735 نسمة .